# 迈因哈德·内默
迈因哈德·内默（德語：Meinhard Nehmer，1941年1月13日—），德国男子雪车运动员。他曾代表东德参加1976年和1980年冬季奥林匹克运动会雪车比赛，获得三枚金牌和一枚铜牌。